# HM Treasury

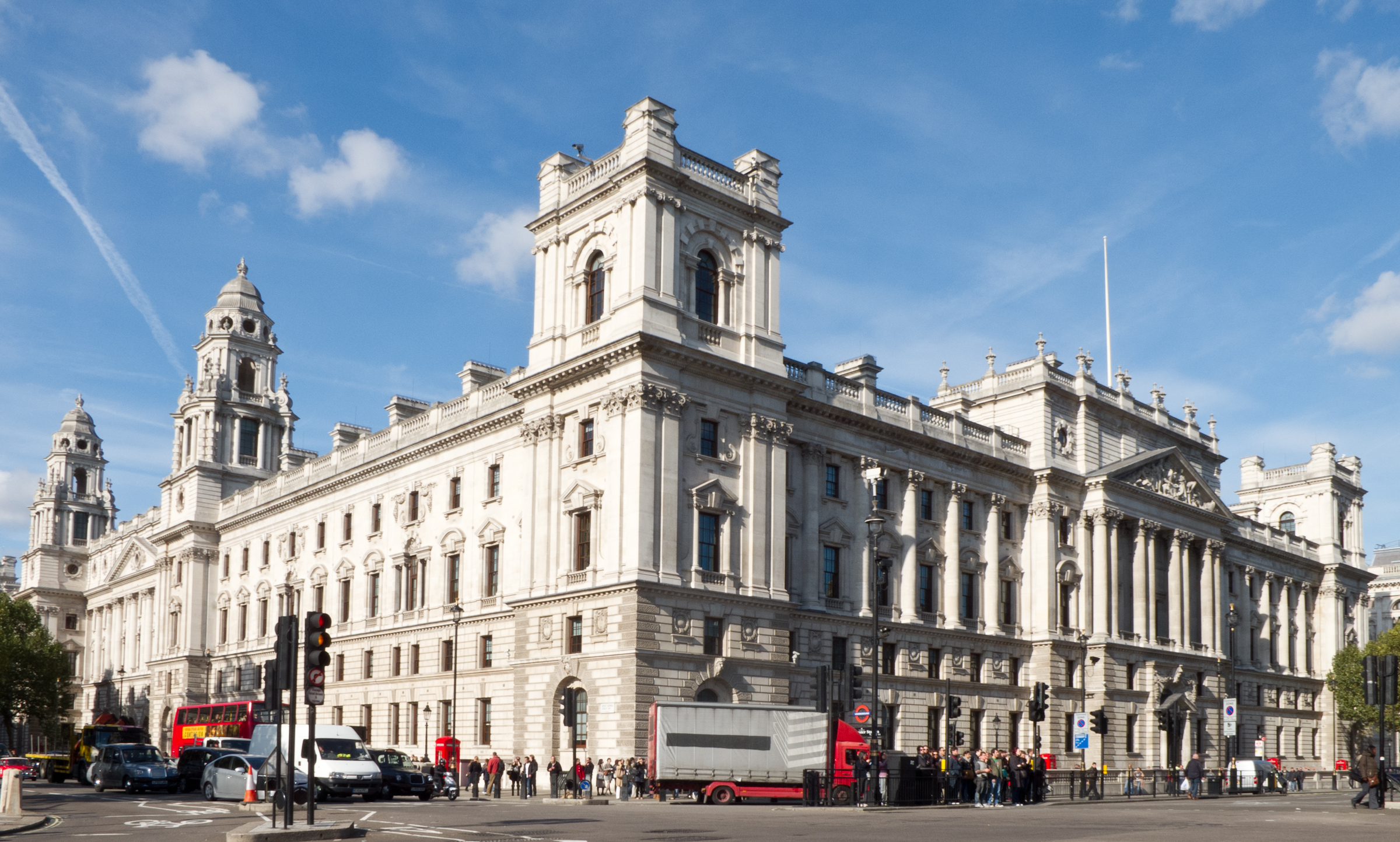
HM Treasury sett från Parliament Square i London.

HMTreasury är Storbritanniens finansministerium som ansvarar för den nationella budgeten och finanspolitiken. I dagligt tal benämns ministeriet vanligen Treasury. Treasury leds av finansministern, Chancellor of the Exchequer, och hans närmsta medarbetare Chief Secretary to the Treasury. Den senare är medlem i det brittiska kabinettet (regeringen) och motsvarar därför en biträdande finansminister. Treasurys huvudkontor är The Treasury Building på 1 Horse Guards Road i London.
Treasury inrättades redan 1126 och leddes under medeltiden av en Lord Treasurer. Från 1714 utgjordes Treasury av en kommission, vars ledamöter benämndes Lords of the Treasury. Dess ordförande, First Lord of the Treasury, motsvarade en regeringschef och fick sedermera titeln premiärminister. Hans biträdare, Second Lord of the Treasury, var från 1800-talet samtidigt Chancellor of the Exchequer och därmed ansvarig för HM Treasury.